# 近鉄モト2720形電車

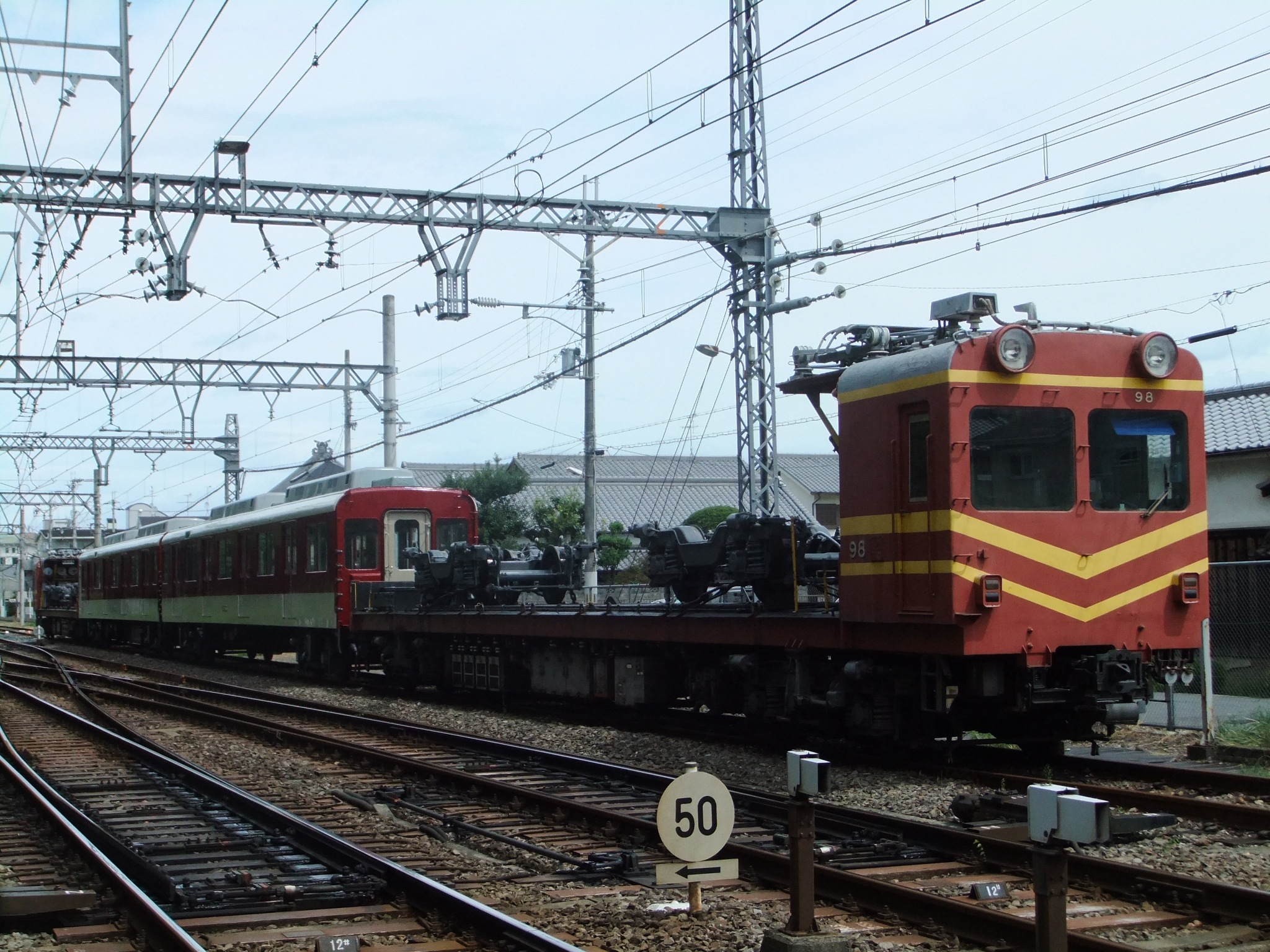
モト98　橿原神宮前

近鉄モト2720形電車（きんてつモト2720がたでんしゃ）は近畿日本鉄道が製造した事業用電車の1形式である。
改番・改造を経て2両全車がモト90形として現存する。

## 概要
大阪線の保線作業の近代化および迅速化のため、定尺レールなどの保線用資材輸送用としてモト2721・2722の2両が1960年11月2日竣工として近畿日本鉄道の子会社である近畿車輛で製造された。
2両とも片運転台の無蓋車で、背中合わせに2両を連結して運用することを前提として設計されている。

## 車体
一端に全溶接構造の乗務員室を設置する平床構造の全金属製車体を備える。全長20,880mm、最大幅2,646mmという日本の私鉄向け電動貨車としては最大級の車体寸法を誇るが、その一方で台車をはじめとする主要機器の重量が大きかったことから、最大荷重は20.0tと車体長に比して小さい。
乗務員室は運転台側妻面を切妻の2枚窓構成とし、白熱電球による前照灯を1灯、幕板中央に埋め込み式で設置している。また、乗務員室はその奥行きをやや長くして添乗作業員室を設置し、そこに細長いアルミサッシによる1段下降式の側窓が設置されている。乗務員室の屋根上と連結面側妻板に突き出したパンタ台を組み合わせて、標準的な東洋電機製造PT-42菱枠パンタグラフを搭載する。
荷台部分には背の低い鋼製あおり戸が設置されており、車体中央にはレール運搬時に使用される回転台が搭載されている。

## 主要機器
元2200系（旧）のデトニ2300形2303・2304（共に初代）をロングシートの一般車へ改造したモ1420形（初代）1421・1422の主電動機や制御器など電装品一式を流用し、これと2200系（新）から捻出した台車を組み合わせて使用している。

### 主電動機
三菱電機MB-211-BFを各台車に2基ずつ装架する。
駆動方式は吊り掛け式で、歯数比は27:56=2.07である。

### 主制御器
抑速電制付の三菱電機ABF単位スイッチ式制御器を搭載する。

### ブレーキ
制御器による抑速電制と共に、A動作弁によるAMA自動空気ブレーキ（Aブレーキ）を搭載する。流用品の台車の関係で車体シリンダー式となっている。

### 台車
2200系（新）に装着されていた、形鋼組み立てイコライザー台車である日本車輌製造D-22を装着する。
この台車は本来狭軌用電動機である三菱電機MB-266-AFなどを装架することを前提として設計されており、MB-211-BFを装架した例は本形式以外には存在しない。

## 運用
大阪線の保線用車両として、新製以来2両1組で長らくレール運搬などに使用された。
1970年3月2日に実施された電動貨車各形式の2桁形式への改番の際には、本形式についても以下の通り改番が実施された。
- モト2721・2722→モト90形97・98

また、1970年代には前照灯の2灯化とシールドビーム化を段階的に実施している。
こうして15年以上にわたって保線用として運用されてきたが、1982年に本形式を取り巻く状況は一変した。
この年、近鉄では車両の整備・検査体制の全面的な見直しが実施され、大阪・奈良・京都・南大阪の各路線に配置されている一般車両と全特急車の検査は、それまでの高安・玉川・古市の3工場での分散検修体制から、この年新設されたばかりの五位堂検修車庫で一括して検修を実施する体制へ移行することとなった。
そのため、古市検車区から五位堂検修車庫まで南大阪線用車両を回送するにあたっては、標準軌間の線区である橿原神宮前から五位堂検修車庫まで、それらの車両の装着する狭軌用台車を外して標準軌間用の仮台車を装着した上で、電動貨車を1両ずつ回送車両編成の前後に連結して運転する必要が生じた。
そこで様々な条件に適合する本形式がこの南大阪線電車の回送用として抜擢され、ブレーキをAMA自動空気ブレーキから南大阪線用車両と互換性のあるHSC電磁直通ブレーキへ、台車を車体シリンダー式ブレーキ対応のD-22から2250系の廃車発生品である台車シリンダー式ブレーキ搭載の近畿車輛KD-15Bシュリーレン式台車へそれぞれ交換、さらに荷台のあおり戸や回転台を撤去し、荷台床面に台車積載時に使用する4本のレールを敷設の上で転用された。
その後、1995年頃には流用品である旧式電装品の老朽化などが深刻となった。この時点で本形式は搭載機器の製造から最大で65年を経過し、補修部品も同一部品を使用する各形式が淘汰され、さらに製造打ち切りもあって調達がままならない状況となりつつあった。そのため、名古屋線用1800系を狭軌用へ改造し養老線へ610系として転用する際に発生した近畿車輛KD-60B台車と三菱電機MB-3110A電動機、それに奈良線用800系からの廃車発生品である日立製作所MMC-LHTB20C電動カム軸制御器などを転用して旧式機器を淘汰し、本形式はWNドライブ搭載の高性能車となった。
この際、この工事と併せて尾灯の外付け式から8000系などと共通の標識灯内蔵タイプへの変更や添乗作業員室の側窓閉鎖などが実施されている。
この間、台車交換などを経て最大荷重が19tへ引き下げられたが、本形式は2019年現在も橿原神宮前 - 五位堂検修車庫間の南大阪線車両回送を中心に車両回送および台車輸送用として使用され続けている。2019年4月1日現在の配置検車区は高安検車区。